# Peter Strauss
Peter Strauss (Croton-on-Hudson, Westchester County, New York, 20 februari 1947) is een Amerikaans acteur. Hij speelde in de jaren zeventig de rol van senator Rudy Jordache in de miniserie De Jordaches (Rich Man, Poor Man).

## Biografie
Strauss had zijn eerste hoofdrollen in Hail, Hero!, een film uit 1969 met Michael Douglas en in Soldier Blue, een film uit 1970 met Candice Bergen. In 1976 vertolkte hij senator Rudy Jordache in de miniserie De Jordaches, waarvoor hij genomineerd werd voor een Emmy Award als beste mannelijke hoofdrol. Hij vertolkte dezelfde rol in het vervolg, Rich Man, Poor Man Book II uit 1976 en 1977. Voor zijn rol als Larry 'Rain' Murphy in de televisiefilm The Jericho Mile uit 1979 won hij een Emmy Award voor beste mannelijke hoofdrol in een miniserie of een special.
Strauss is sinds 1998 gehuwd met actrice Rachel Ticotin.

## Filmografie

### Films
| Jaar | Titel                                                                   | Type film      | Rol                                 |
| ---- | ----------------------------------------------------------------------- | -------------- | ----------------------------------- |
| 1969 | Hail, Hero!                                                             | film           | Frank Dixon                         |
| 1970 | Soldier Blue                                                            | film           | Honus Gent                          |
| 1971 | Sergeant Klems                                                          | film           | Sergeant Otto Josef Klems           |
| 1972 | The Trial of the Catonsville Nine                                       | film           | Thomas Lewis                        |
| 1973 | The Man Without a Country                                               | televisiefilm  | Arthur Danforth                     |
| 1974 | Judgement: The Court Martial of the Tiger of Malaya - General Yamashita | televisiefilm  | Lawyer                              |
| 1975 | Attack on Terror: The FBI vs. the Ku Klux Klan                          | televisiefilm  | Ben Jacobs                          |
| 1976 | The Last Tycoon                                                         | film           | Wylie                               |
| 1977 | Young Joe, the Forgotten Kennedy                                        | televisiefilm  | Joseph Kennedy Jr.                  |
| 1979 | The Jericho Mile                                                        | televisiefilm  | Larry 'Rain' Murphy                 |
| 1980 | Angel on My Shoulder                                                    | televisiefilm  | Eddie Kagel                         |
| 1981 | A Whale for the Killing                                                 | televisiefilm  | Charles Landon                      |
| 1981 | Masada                                                                  | televisieserie | Eleazar ben Yair                    |
| 1982 | The Secret of NIMH                                                      | animatiefilm   | Justin (stem)                       |
| 1983 | Heart of Steel                                                          | televisiefilm  | Emory                               |
| 1983 | Spacehunter: Adventures in the Forbidden Zone                           | film           | Wolff                               |
| 1986 | The Penalty Phase                                                       | televisiefilm  | Judge Kenneth Hoffman               |
| 1986 | Under Siege                                                             | televisiefilm  | John Garry                          |
| 1987 | Proud Men                                                               | televisiefilm  | Charley MacLeod Jr.                 |
| 1989 | Brotherhood of the Rose                                                 | televisiefilm  | Romulus                             |
| 1989 | Peter Gunn                                                              | televisiefilm  | Peter Gunn                          |
| 1990 | 83 Hours 'Til Dawn                                                      | televisiefilm  | Wayne Stracton                      |
| 1991 | Flight of Black Angel                                                   | televisiefilm  | Col. Matt Ryan, Callsign Ringleader |
| 1992 | Fugitive Among Us                                                       | televisiefilm  | Max Cole                            |
| 1992 | Trial: The Price of Passion                                             | televisiefilm  | Warren Blackburn                    |
| 1993 | Men Don't Tell                                                          | televisiefilm  | Ed MacAffrey                        |
| 1994 | Reunion                                                                 | televisiefilm  | Sam Yates                           |
| 1994 | The Yearling                                                            | televisiefilm  | Ezra 'Penny' Baxter                 |
| 1994 | Thicker Than Blood: The Larry McLinden Story                            | televisiefilm  | Larry McLinden                      |
| 1995 | Nick of Time                                                            | film           | Brendan Grant                       |
| 1995 | Texas Justice                                                           | televisiefilm  | Thomas Cullen Davis                 |
| 1996 | In the Lake of the Woods                                                | televisiefilm  | John Waylan                         |
| 1996 | Keys to Tulsa                                                           | film           | Chip Carlson                        |
| 1998 | My Father's Shadow: The Sam Sheppard Story                              | televisiefilm  | Dr. Sam Sheppard                    |
| 1999 | Joan of Arc                                                             | televisiefilm  | La Hire                             |
| 1999 | Seasons of Love                                                         | televisiefilm  | Thomas Linthorne                    |
| 2000 | A Father's Choice                                                       | televisiefilm  | Charlie 'Mac' McClain               |
| 2001 | Murder on the Orient Express                                            | televisiefilm  | Mr. Samuel Ratchett                 |
| 2003 | 111 Gramercy Park                                                       | televisiefilm  | Turk Karnegian                      |
| 2003 | Strange Frequency 2                                                     | televisiefilm  | Ben Stanton                         |
| 2005 | xXx 2: The Next Level                                                   | film           | President James Sanford             |
| 2006 | The Way                                                                 | televisiefilm  | Hutch                               |
| 2007 | License to Wed                                                          | film           | Mr. Jones                           |
| 2010 | Jack's Family Adventure                                                 | televisiefilm  | 'Wild' Bill Cohen                   |

### Tv-series
| Jaar      | Titel                               | Rol                                          | Aflevering                 |
| --------- | ----------------------------------- | -------------------------------------------- | -------------------------- |
| 1970      | The Young Lawyers                   | Stuart                                       | The Two Dollar Thing       |
| 1971-1975 | Medical Center                      | Lloyd Halloran / Tom Desmond                 | 2 afl.                     |
| 1972      | Young Dr. Kildare                   | Reverend Teller                              | By this sign               |
| 1972-1975 | The Streets of San Francisco        | Bobby Jepsen / Lou Kovic Jr. / Martin Novack | 3 afl.                     |
| 1973      | The Mary Tyler Moore Show           | Stephen                                      | Angels in the Snow         |
| 1974      | Barnaby Jones                       | Clay Wakefield                               | The Last Contract          |
| 1974      | Cannon                              | Dave Nordorff / Reverend Will                | 2 afl.                     |
| 1974      | Hawaii Five-O                       | Tom Morgan                                   | Death with Father          |
| 1976      | De Jordaches                        | Rudy Jordache                                | 13 afl.                    |
| 1976-1977 | De Jordaches 2                      | Rudy Jordache                                | 26 afl.                    |
| 1985      | Kane & Abel                         | Abel Rosnovski                               |                            |
| 1985      | Tender is the Night                 | Dick Diver                                   |                            |
| 1994      | Batman                              | Dr. Steven Carlyle / Plant-Man               |                            |
| 1996      | Adventures from the Book of Virtues |                                              | Friendship                 |
| 1996      | Biker Mice from Mars                | Stoker                                       | 2 afl.                     |
| 1996      | Duckman: Private Dick/Family Man    | Narrator                                     | Pig Amok                   |
| 1996      | The Incredible Hulk                 | Walter Langkowski                            | Man to Man, Beast to Beast |
| 1996      | The Real Adventures of Jonny Quest  | Lab Guard                                    | Nemesis                    |
| 1996-1997 | Moloney                             | Dr. Nicholas Moloney / Nick Moloney          | 26 afl.                    |
| 2001      | Strange Frequency                   | Ben Stanton                                  |                            |
| 2002      | Body & Soul                         | Dr. Isaac Braun                              | 14 afl.                    |
| 2004      | Law & Order                         | Dr. Paul Cedars                              | Coming Down Hard           |
| 2005      | Killer Instinct                     | Robert Hale                                  |                            |
| 2006      | Biker Mice from Mars                | Stoker / Night Shift / High Commander        |                            |
| 2007      | Dirty Sexy Money                    | Dutch George                                 | The Watch                  |
| 2008-2010 | State of the Union                  | Narrator                                     | 13 afl.                    |
| 2010      | Law & Order: Special Victims Unit   | Kevin Burton                                 | Locum                      |
| 2010      | Royal Pains                         | Graham Barnes                                | Comfort's Overrated        |